# Adler Saladins
Der Adler Saladins (auch Arabischer Adler genannt; arabisch نسر صلاح الدين, DMG Nasr Ṣalāḥ ad-Dīn) ist eine spezielle Form des Adlers in der Heraldik. Benannt wurde er nach dem kurdischstämmigen Ayyubiden-Sultan Saladin (1137–1193), der die Adlerform selbst genutzt haben soll.

## Wappen mit dem Saladin-Adler

Flagge von Saladin

Die meisten Saladinadler der arabischen Staaten unterscheiden sich lediglich durch den Brustschild und die arabische Schrift im grünen Feld unter dem Adler. Ansonsten ist er stets golden mit schwarzen Federn. Der Brustschild beinhaltet meistens die arabischen Farben rot-weiß-schwarz in gleich großen senkrechten Strichen. Im weißen Feld befinden sich in einigen Fällen grüne Sterne, deren Anzahl variiert. Einen Stern hatte die ehemalige Republik Nordjemen von 1962 bis 1965. Zwei führte die Vereinigte Arabische Republik mit Ägypten und Syrien von 1958 bis zur Trennung 1961 (die Vereinigte Arabische Republik prägte auch Münzen mit dem arabischen Adler). Ägypten führte das Wappen noch bis 1971 weiter und hat seit 1984 einen Saladin-Adler ohne Sterne auf dem Brustschild. Der Irak hatte zwischen 1965 und 1992 drei Sterne im Brustschild, bevor stattdessen die Landesflagge eingefügt wurde.
Libyen besaß von 1969 bis 1972 ebenfalls keine Sterne im Schild, hatte aber einen anderen Text im Schriftband. Auch der Staat Palästina benutzt einen Saladinadler als Emblem, dessen Schild mit dem vertikal stehenden Muster der Flagge Palästinas versehen ist.
Der Saladinadler im Wappen des Jemen hat ausgebreitete Flügel, was auf das letzte Wappen des Nordjemen zurückzuführen ist. Im Brustschild des Adlers der ehemaligen Volksrepublik Südjemen war ein roter Stern im blauen Feld über der arabischen Flagge zu erkennen. 
Der Quraisch-Falke löste zwischenzeitlich einige der oben genannten Saladinadler ab, etwa im Wappen Ägyptens. 

### Historische und aktuelle Staatswappen

#### Ägypten und Libyen

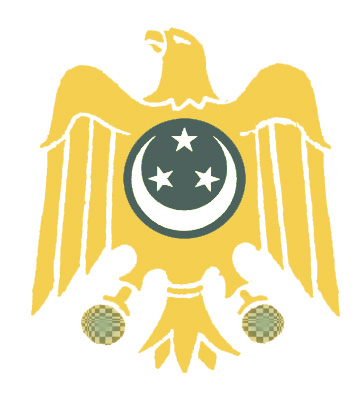
Wappen der Republik Ägypten, 1953–1958
Wappen der Vereinigten Arabischen Republik, 1958–1971
Wappen der Arabischen Republik Ägypten seit 1984
Wappen Libyens, 1970–1972

#### Irak und Syrien

Wappen des Irak, 1965–1991
Wappen des Irak, 1991–2004
Wappen des Irak, 2004–2008
Wappen des Irak seit 2008
Wappen Syriens seit 2025

#### Jordanien und Palästina

Wappen Jordaniens
Wappen Palästinas
Wappen der Palästinensischen Autonomiegebiete

#### Jemen

Wappen Südjemens, 1967–1970
Wappen Südjemens, 1970–1990
Wappen Nordjemens, 1962–1966
Wappen Nordjemens, 1966–1974
Wappen Nordjemens, 1974–1990
Wappen des vereinten Jemen seit 1990

#### Somaliland

### Wappen untergeordneter Verwaltungseinheiten (Auswahl)

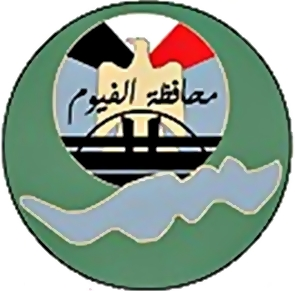
Wappen des Gouvernements al-Fayyum
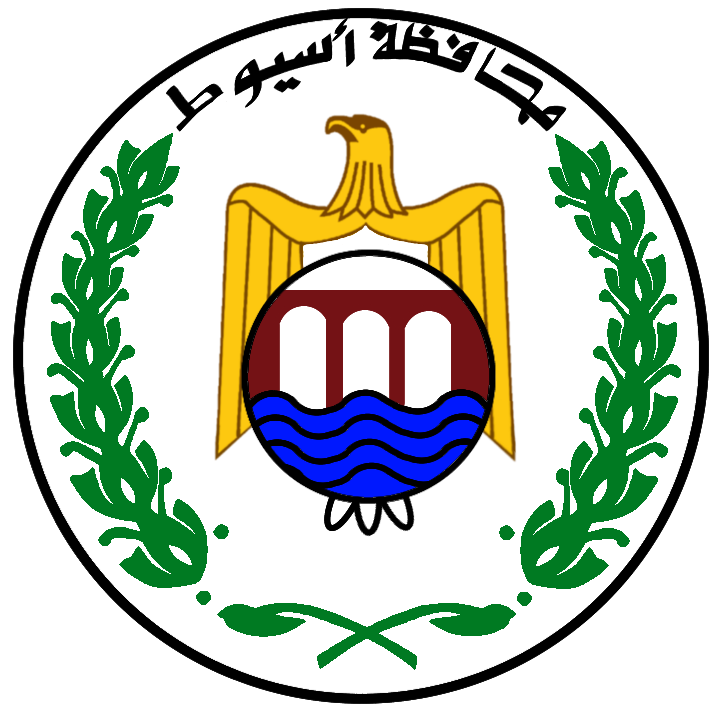
Wappen des Gouvernements Asyut